# Schoenerupa thermantis
Schoenerupa thermantis är en fjärilsart som beskrevs av George Francis Hampson 1919. Schoenerupa thermantis ingår i släktet Schoenerupa och familjen Crambidae. Inga underarter finns listade i Catalogue of Life.